# Smedsbo
Smedsbo is een plaats in de gemeente Falun in het landschap Dalarna en de provincie Dalarnas län in Zweden. De plaats heeft 108 inwoners (2005) en een oppervlakte van 42 hectare.

## Verkeer en vervoer
Bij de plaats loopt de Länsväg 293.